# Yordan Kamdzhalov
Yordan Kamdzhalov (en bulgare, cyrillique : Йордан Камджалов, en bulgare, glagolitique : Ⰹⱁⱃⰴⰰⱀ Ⰽⰰⰿⰴⰶⰰⰾⱁⰲ) est un chef d'orchestre bulgare.

## Biographie
Yordan Kamdzhalov est né le 16 octobre 1980 dans la ville de Targovichté en Bulgarie. Il étudie la direction d'orchestre à l'Académie nationale de musique de Sofia, à l'académie de musique « Hanns Eisler » de Berlin auprès de Christian Ehwald et dans des masterclass de chefs d'orchestre comme Pierre Boulez, Kurt Masur, Bernard Haitink, Nikolaus Harnoncourt, Lorin Maazel, Jorma Panula, Seiji Osawa, Zubin Mehta, David Zinman, Daniel Barenboim, Péter Eötvös, sir Simon Rattle, Esa-Pekka Salonen, Vladimir Jurowski, Daniel Harding.
En 2011 il devient le premier étranger à remporter la compétition pour être directeur musical général et chef d'orchestre principal de l'opéra, de l'orchestre philharmonique et du « Schloss Festival » de Heidelberg (Allemagne), après avoir été choisi à l'unanimité parmi 151 candidats lors du vote final par un jury spécial composé de l'ensemble des membres du philharmonique et de l'opéra (orchestre, solistes, chœur) et de 41 membres éminents de la communauté de Heidelberg.
Sa présence sur la scène musicale internationale comprend des concerts avec des orchestres tels que l'Orchestre de la Tonhalle de Zurich, l'Orchestre Philharmonique de Londres, l'Orchestre du Festival de Lucerne, l'Orchestre Beethoven de Bonn, l'Orchestre symphonique de Berlin, l'Orchestre national d'Île-de-France, l'Orchestre de Toscane, le Konzerthausorchester Berlin, l'English Chamber Orchestra, l'Orchestre philharmonique de Sofia, l'Orchestre symphonique portugais, l'Ensemble MusikFabrik de Köln, l'Orchestre baroque d'Helsinki et Vesselina Kasarova, l'Orchestre symphonique de Hambourg, l'Orchestre symphonique de Saint-Gall, le Philharmonique de Heidelberg, l'Orchestre symphonique de Gävle, l'Orchestre symphonique de Bâle, l'Orchestre symphonique national de Lettonie, l'Orchestre symphonique de Singapour, la Philharmonie d'État de Košice, le Nouvel orchestre philharmonique du Japon.
Il a dirigé des opéras à l'Opéra comique de Berlin, au Théâtre de Bonn, au Théâtre National de Lisbonne, au Théâtre de Darmstadt, au Théâtre de Magdebourg, à l'Opéra-Théâtre de Heidelberg, au Théâtre de Winterthour, à l'Opéra National de Sofia.
En 2010, il devient co-initiateur et président de la Fondation « Yordan Kamdzhalov », destinée à soutenir les jeunes talents bulgares, musiciens, compositeurs et chefs d'orchestre.
En 2014, il met fin à son contrat de directeur musical de Heidelberg plus tôt que prévu (il devait se terminer en 2017),.
La même année, l'astéroïde 52292 acquiert officiellement le nom de « 52292 Kamdzhalov » en référence au chef d'orchestre.

## Distinctions
- 1998 – prix spécial du concours des « jeunes talents musicaux » en Bulgarie
- 2009 – premier prix à l'unanimité du quatrième concours international de direction d'orchestre « Jorma Panula » à Vaasa (Finlande)[6]
- 2010 – troisième prix du troisième concours international de direction d'orchestre « Gustav Mahler » à Bamberg (Allemagne)[7]
- 2012 – prix « musicien de l'année 2011 » de la radio nationale bulgare[8]
- 2013 – nomination de Opernwelt dans la catégorie « meilleure performance » pour la première de l'opéra « Dionysos » de Wolfgang Rihm à l'Opéra de Heidelberg
- 2014 – « Prix des Critiques Musicaux » lors du 24e Festival de Musique d'Europe Centrale (Slovaquie)[9]
- 2015 - prix « Superbrands Bulgaria » [10]

## Sources
- (bg) Cet article est partiellement ou en totalité issu de l’article de Wikipédia en bulgare intitulé « Йордан Камджалов » (voir la liste des auteurs).